# Tép ong vàng
Tép ong vàng là một loài tép trong các loài tép ong được tìm thấy ở miền Nam Trung Hoa, kể cả Hồng Kông. Chúng là một loại tép thủy sinh cảnh được ưa chuộng.

## Đặc điểm
Tép vàng sọc có màu từ vàng nhạt đến vàng sậm, có sọc vàng kim ở trên lưng. Con cái thường có màu sắc rực rỡ và sẫm hơn con đực. Con cái thường có sọc to và rõ hơn con cái. Màu vàng của chúng chưa được bắt gặp ở tự nhiên. Tép vàng cũng được cho là một dạng biến thể đột biến của những con tép anh đào (tép đỏ) và thừa hưởng đặc điểm, sinh sản của loài này.
Ố hố hố tép ong vàng là tép vàng ố hố hô chi paracaridina đẻ ra từ chi neocaridina